# Greenacres (Kalifornija)
Greenacres je naseljeno područje za statističke svrhe u američkoj saveznoj državi Kalifornija. Prema popisu stanovništva iz 2010. u njemu je živjelo 5.566 stanovnika.